# Kepler-10c
Kepler-10c – planeta pozasłoneczna oddalona od Ziemi o 564 (±88) lat świetlnych. Orbituje wokół gwiazdy Kepler-10 w gwiazdozbiorze Smoka, jest planetą skalistą typu superziemia. Została odkryta w 2011 roku i jest drugą, po Kepler-10b, planetą w tym układzie. W momencie ogłoszenia wyników w 2014 roku uznawano ją za najcięższą znaną superziemię. Jednak nowsze analizy wskazują, że Kepler-10c może być planetą typu sub-Neptun, bogatą w wodę i lód.

## Nazwa
Pierwszy człon nazwy, „Kepler-10”, oznacza, że planeta orbituje gwiazdę Kepler-10, drugi człon nazwy „c” oznacza, że jest drugą planetą odkrytą w tym układzie (zwyczajowo pierwsza planeta oznaczana jest literą „b” itd). Nazwa nawiązuje do niemieckiego astronoma Johannesa Keplera.

## Odkrycie
Kepler-10c została odkryta metodą tranzytu w ramach misji Kepler w 2011.

## Charakterystyka
Kepler-10c obiega swoją gwiazdę w trochę ponad 45 dni i początkowo uważano, że jak większość planet odkrytych tą metodą, jest najprawdopodobniej gazowym olbrzymem z rodzaju gorących neptunów, orbitującym bardzo blisko swojej gwiazdy. Mała odległość od gwiazdy, 0,2407 j.a., sprawia, że temperatura na powierzchni planety wynosi około 211 °C. Według pierwszych szacunków masa planety wynosiła mniej niż 0,063 masy Jowisza, a promień w przybliżeniu 0,199 promienia największej planety Układu Słonecznego.
Dzięki obserwacjom spektrografu HARPS-N z 2025 roku udało się precyzyjnie określić masę i gęstość planety. Nowe dane sugerują, że Kepler-10c to tzw. świat wodny – planeta, której masa składa się w dużej mierze z lodu wodnego, a być może także z wody w stanie ciekłym. Wyliczenia wskazują na to, że planeta nie jest jak początkowo sądzono gazowym olbrzymem, ale masywną superziemią o masie siedemnastokrotnie większej od masy Ziemi i dwukrotnie od Ziemi większą. Planety o tak znacznej masie mają zazwyczaj masywne jądro skaliste, ale powstają jako gazowe olbrzymy z grubą otoczką gazową.
Kepler-10c jest planetą o masie zbliżonej do masy Neptuna i o gęstości (7,1 ± 1,0 g/cm3) większej niż gęstość Ziemi. Jest to najprawdopodobniej planeta skalista, składająca się w większości z materiałów w stanie stałym i częściowo, pomiędzy 5% a 20%, z wody. Jest to najcięższa znana planeta typu superziemia (stan na maj 2014).
Analizy wskazują, że planeta mogła powstać poza tzw. linią śniegu (2–3 j.a. od gwiazdy), a następnie przemieścić się bliżej swojej gwiazdy macierzystej. Jej obecna orbita wynosi 0,241 AU, a okres orbitalny to 45,3 dnia.

## Nowe odkrycia (2025)
W 2025 roku zespół badaczy z INAF(Włochy) opublikował wyniki precyzyjnych pomiarów prędkości radialnych wykonanych spektrografem HARPS-N. Analizy wykazały, że Kepler-10c to najprawdopodobniej planeta bogata w wodę, zbudowana głównie z lodu i materiałów stałych. Co więcej, potwierdzono istnienie trzeciej planety w układzie Kepler-10, której obecność wykryto na podstawie subtelnych zaburzeń w czasie tranzytu Kepler-10c.